# 페트로나스 트윈 타워
페트로나스 트윈 타워(영어: Petronas Twin Towers, 말레이어: Menara Berkembar Petronas 므나라 버르큼바르 페트로나스[*])는 말레이시아의 수도인 쿠알라룸푸르에 있는 건물로, 높이는 451.9m이며 1998년에 준공된 건물이다. 이 건물은 2003년 10월 17일, 타이베이 101에게 자리를 내주기 전까지 세상에서 제일 높은 건물의 칭호를 유지하였으며, 타이베이 101의 완공 이후에도 아직 세계에서 가장 높은 쌍둥이 건물이라는 칭호를 유지하고 있다. 이 건물은 20세기에 건설된 20세기 마천루라고 주장하나, 세계초고층도시건축학회가 제정한 네 가지 기준 중 한 가지 기준만을 충족시키고 있을 뿐이다.
이 건물은 대한민국과 일본의 회사가 공동으로 지은 것이며 양측이 상대보다 빨리 건설하기 위해 경쟁한 것으로 유명하다. 대한민국의 삼성건설(현재는 삼성물산과 합병하여 삼성물산 건설부문)과 극동건설, 말레이시아의 '자사테라사'가 공동으로 2번 타워를 건설하였고, 일본의 하자마건설이 주축이 된 일자계 컨소시엄이 1번 타워를 건설하였다.
두 건물을 연결하는 구름다리가 45층에 가설되어 있으며, 1998년 완공 당시부터 2003년까지 아시아에서의 최고층 빌딩임과 동시에 세계에서 가장 높은 빌딩이었다.
이 건물은 현재 세계에서 17위로 높은 타워이다. 이 건물은 최근까지 말레이시아 최고층 마천루이다가, 얼마전 더 익스체인지 106에게 그 자리를 빼앗겼다.

## 사건
- 1997년에 맨손으로 건물을 타 오르는 것으로 유명한 프랑스인 '알랭 로베르'(알랭 스파이더 로베르)는 그 어떤 장비도 없이 본 건물을 타기 시작했으나, 60층에서 현지 경찰들에게 체포되었다. 그가 체포되었을 때 건물의 남은 층 수는 28층뿐이었다.
- 2005년 11월 4일 금요일에 본 건물 옆에 위치한 수리아 KLCC 복합쇼핑센터에 위치한 극장에서 화재가 발생하였다. 이 화재로 인한 인명피해는 없었다.

## 대중문화
- 대한민국 경기도 부천시에 위치한 아인스월드에는 엠파이어 스테이트 빌딩, 세계 무역 센터(붕괴 전)와 함께 모형화되어있다.
- 영화 <엔트랩먼트>의 배경된다.
- 영화 <타워>의 배경이 되는 타워 스카이라는 빌딩이 이 빌딩의 디자인에서 착안하였다고 한다. 실제로 디자인이 흡사한 편이다.

## 갤러리

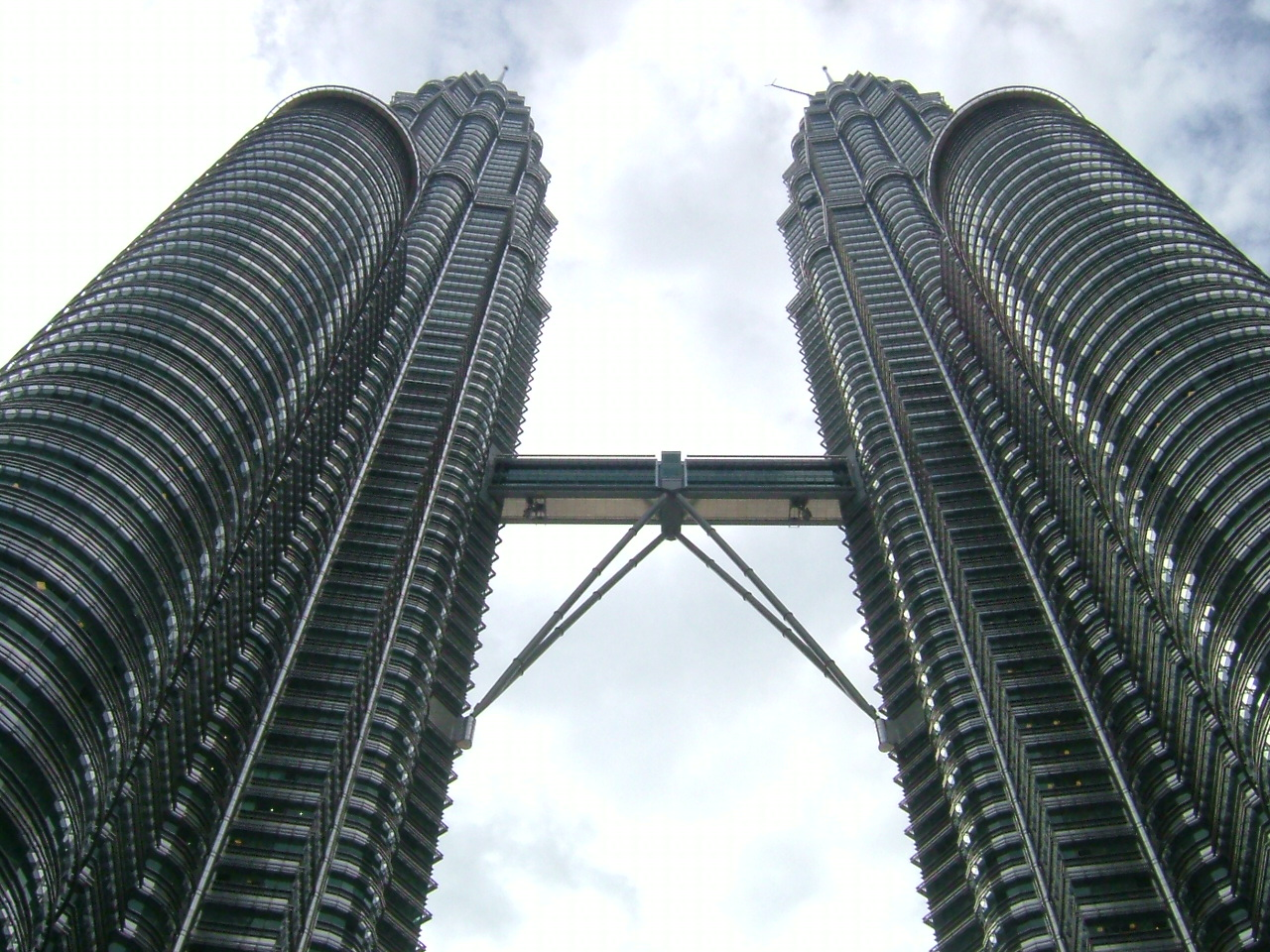
아래에서 본 페트로나스 트윈 타워.
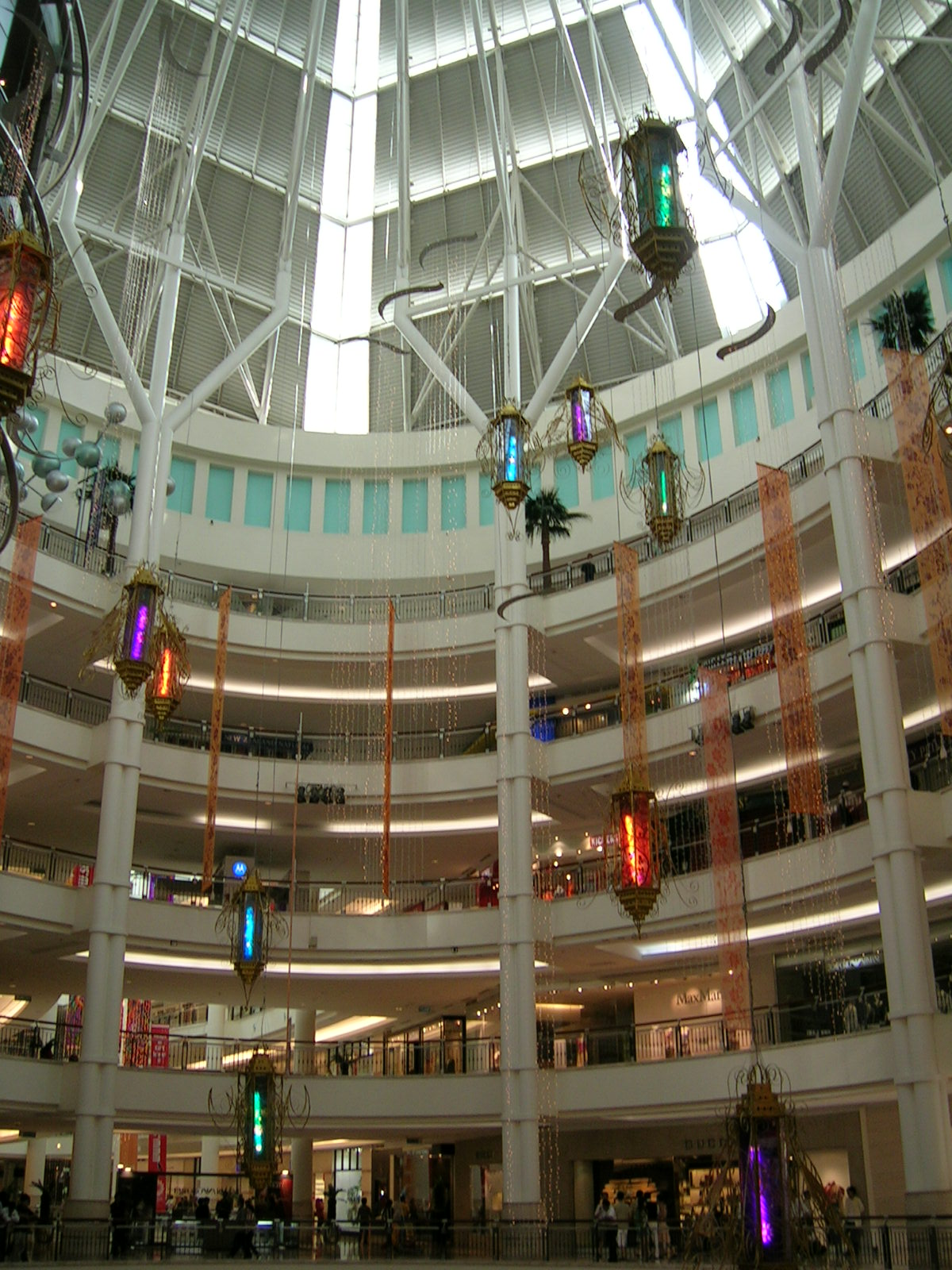
쇼핑 콤플렉스의 첫 번째 모습.
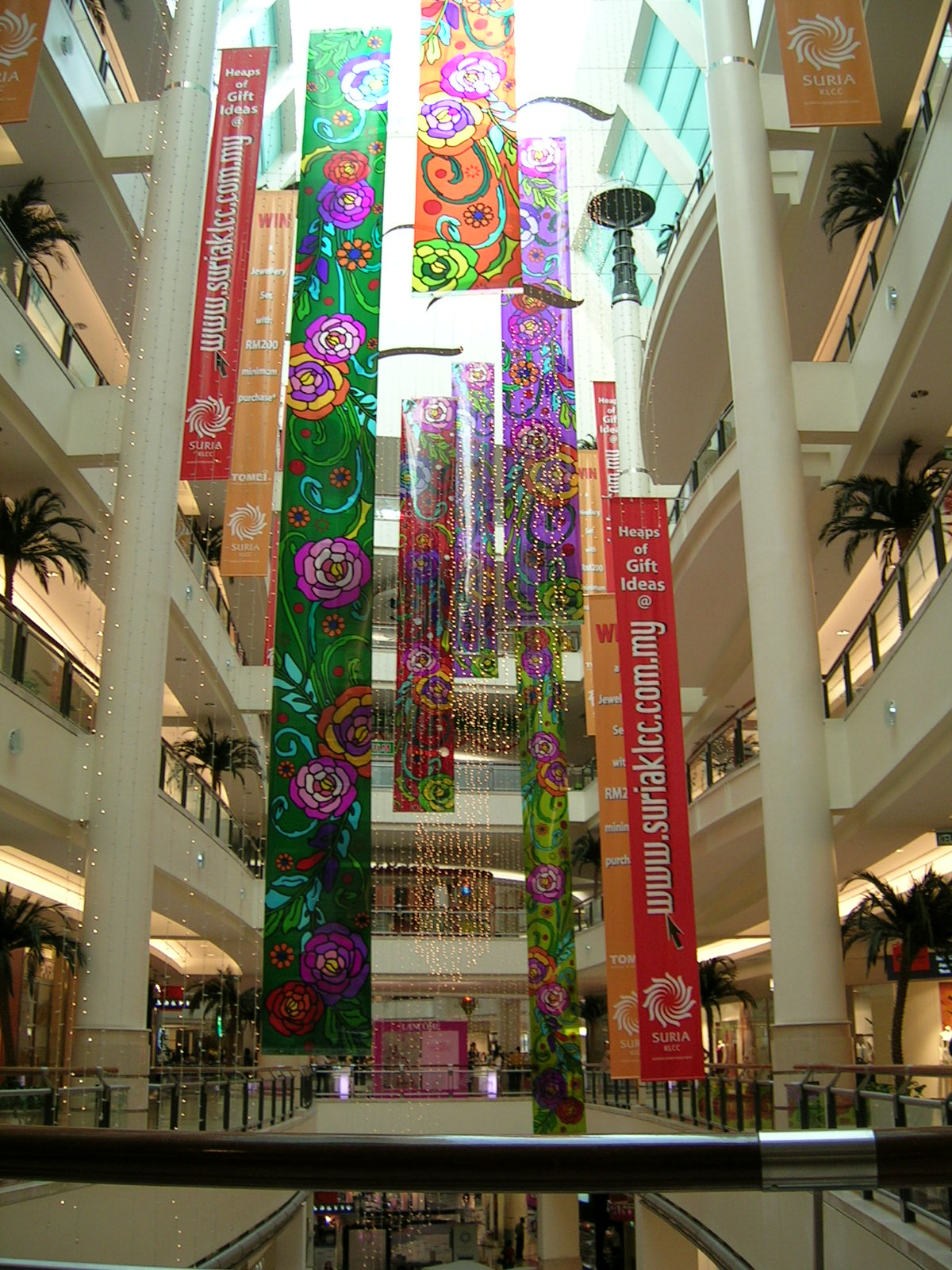
쇼핑 콤플렉스의 두 번째 모습.
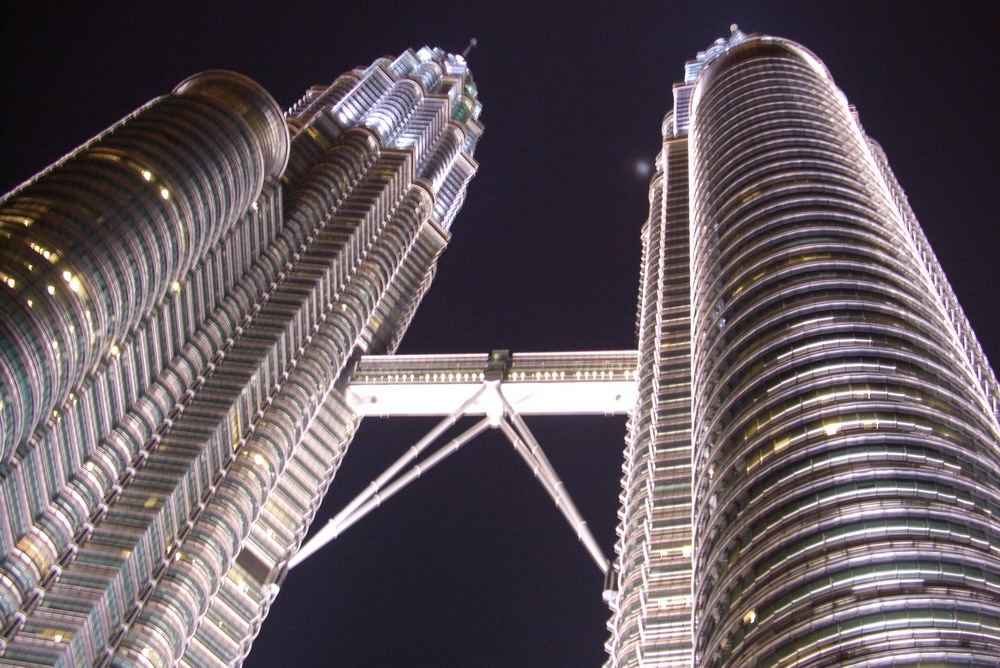
밤에 아래에서 본 페트로나스 트윈 타워.
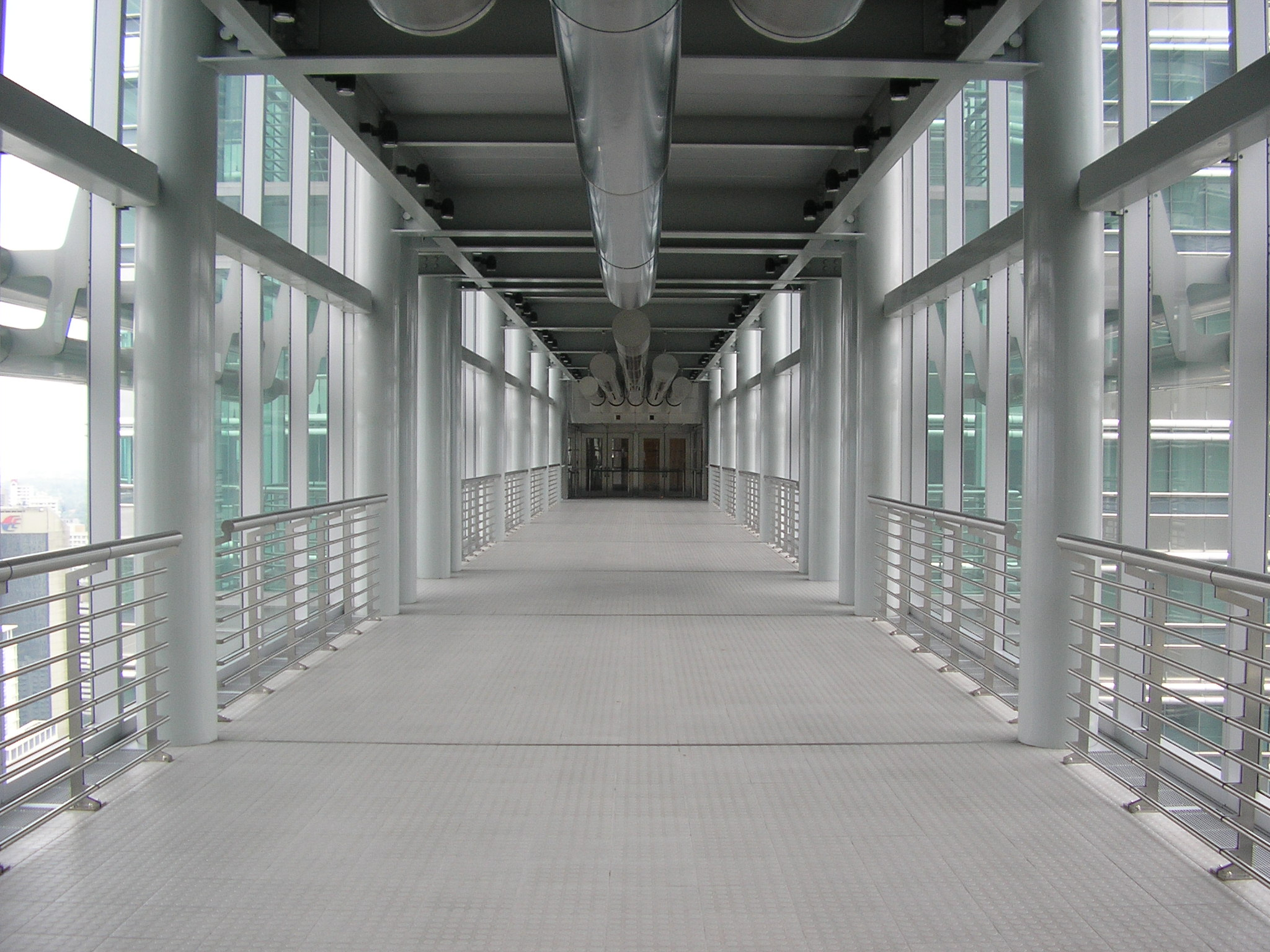
41~42층에 위치해 두 페트로나스 트윈 타워 건물을 이어주는 스카이 브릿지.
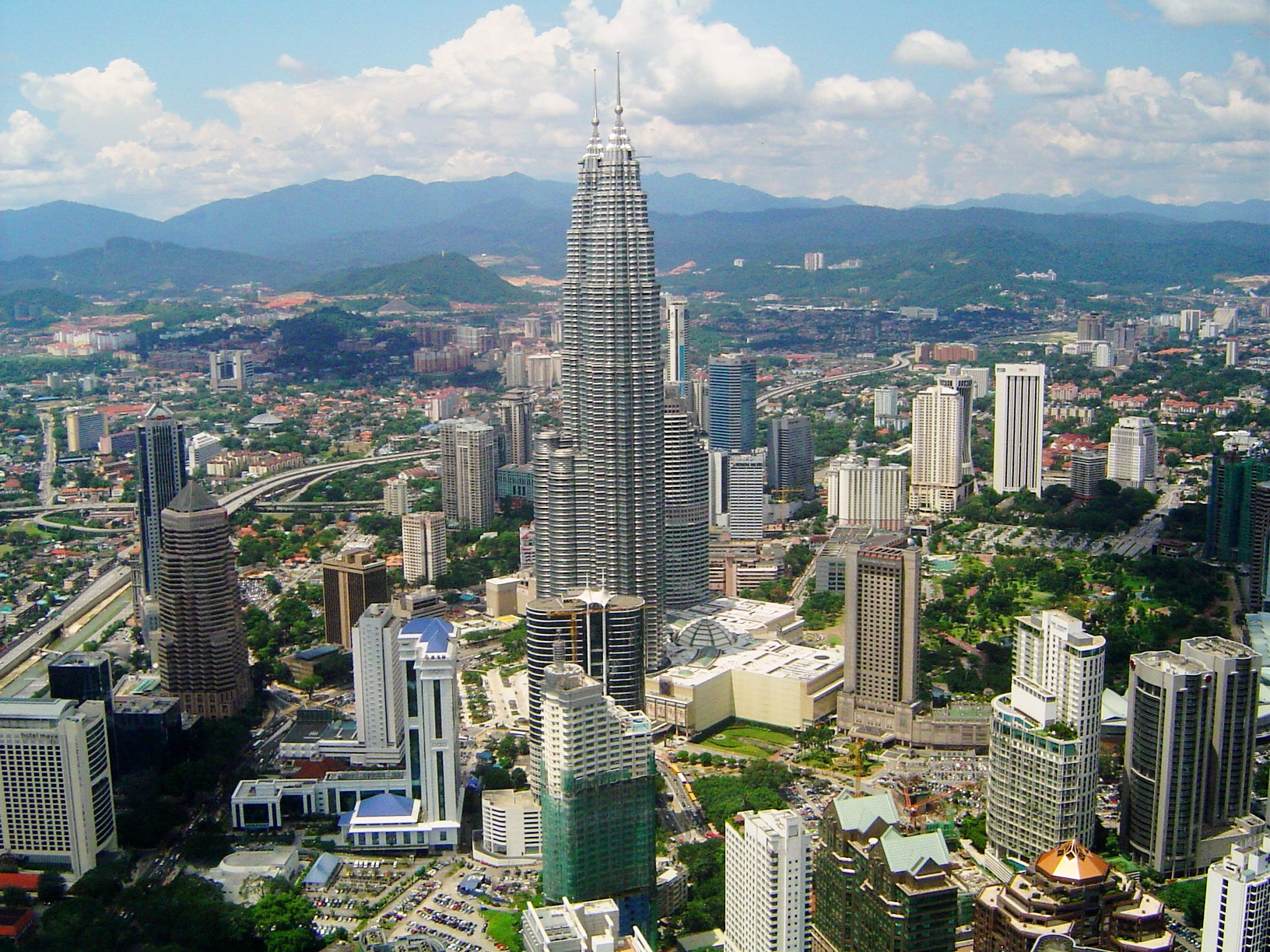
페트로나스에서 본 쿠알라쿰푸르의 전경.

## 같이 보기
- 마천루 목록
- 말레이시아의 마천루 목록